# Nueva Guinea
Nueva Guinea é um município da Nicarágua, situado na Região Autônoma da Costa Caribe Sul. Tem 2,677 km² de área e sua população em 2020 foi estimada em 79.005 habitantes.